# Città di Melton
La città di Melton è una Local Government Area che si trova nello Stato di Victoria. Si estende su una superficie di 527,3 chilometri quadrati e ha una popolazione di 109.259 abitanti. La sede del consiglio si trova a Melton. Fino al 2012 ha avuto lo status di contea.